# 82-й армійський корпус (Третій Рейх)
LXXXII-й (82-й) армі́йський ко́рпус (нім. LXXXII. Armeekorps) — армійський корпус Вермахту за часів Другої світової війни.

## Історія
LXXXII-й армійський корпус був сформований 25 травня 1942 на території Франції на основі 37-го головного командування особливого призначення.

## Райони бойових дій
- Північно-західна Франція (травень 1942 — грудень 1944);
- Західна Німеччина (грудень 1944 — травень 1945).

## Командування

### Командири
- генерал від інфантерії Альфред Бем-Теттельбах (нім. Alfred Böhm-Tettelbach) (25 травня — 31 жовтня 1942);
- генерал-лейтенант, з 16 листопада 1942 генерал від інфантерії Ернст Денер (нім. Ernst Dehner) (31 жовтня 1942 — 1 квітня 1943);
- генерал інженерних військ Ервін Єнеке (нім. Erwin Jänecke) (1 квітня — 1 червня 1943);
- генерал від інфантерії Ернст Денер (1 червня — 10 липня 1943);
- генерал-лейтенант, з 1 жовтня 1943 генерал артилерії Йоганн Зіннгубер (нім. Johann Sinnhuber) (10 липня 1943 — 1 вересня 1944);
- генерал-лейтенант, з 1 листопада 1944 генерал від інфантерії Вальтер Гернляйн (нім. Walter Hörnlein) (1 вересня 1944 — 30 січня 1945);
- генерал від інфантерії Вальтер Гам (нім. Walther Hahm) (30 січня — 1 квітня 1945);
- генерал-лейтенант Теодор Тольсдорф (нім. Theodor Tolsdorff) (1 — 15 квітня 1945);
- генерал артилерії Вальтер Люхт (нім. Walter Lucht) (15 — 20 квітня 1945);
- генерал-лейтенант Теодор Тольсдорф (20 квітня — 8 травня 1945).

## Бойовий склад 82-го армійського корпусу
Формування управління, забезпечення та підтримки
- 141-ше артилерійське командування (Arko 141), з грудня 1943 482-ге артилерійське командування;
- 437-ме управління корпусного постачання (Korps-Nachschubtruppen 437);
- 437-й корпусний батальйон зв'язку (Korps-Nachrichten-Abteilung 437);
- 82-га танкова рота (Panzer-Kompanie 82).

- 106-та піхотна дивізія (106. Infanterie-Division);
- 304-та піхотна дивізія (304. Infanterie-Division);
- 306-та піхотна дивізія (306. Infanterie-Division);
- 321-ша піхотна дивізія (321. Infanterie-Division);
- 371-ша піхотна дивізія (371. Infanterie-Division).

- 106-та піхотна дивізія;
- 304-та піхотна дивізія;
- 306-та піхотна дивізія;
- 321-ша піхотна дивізія;
- 712-та піхотна дивізія (712. Infanterie-Division).

- 106-та піхотна дивізія;
- 304-та піхотна дивізія;
- 306-та піхотна дивізія;
- 321-ша піхотна дивізія.

- 23-тя піхотна дивізія (23. Infanterie-Division);
- 106-та піхотна дивізія;
- 304-та піхотна дивізія;
- 306-та піхотна дивізія;
- 321-ша піхотна дивізія.

- 106-та піхотна дивізія;
- 304-та піхотна дивізія;
- 306-та піхотна дивізія;
- 321-ша піхотна дивізія.

- 39-та піхотна дивізія (39. Infanterie-Division);
- 106-та піхотна дивізія;
- 161-ша піхотна дивізія (161. Infanterie-Division);
- 182-га резервна дивізія (182. Reserve-Division).

- 39-та піхотна дивізія;
- 161-ша піхотна дивізія;
- 282-га піхотна дивізія (282. Infanterie-Division);
- 156-та резервна дивізія (156. Reserve-Division);
- 171-ша резервна дивізія (171. Reserve-Division).

- 18-та авіапольова дивізія (18. Luftwaffen Feld Division);
- 156-та резервна дивізія;
- 191-ша резервна дивізія (191. Reserve-Division).

- 18-та авіапольова дивізія;
- 47-ма піхотна дивізія (47. Infanterie-Division);
- 49-та піхотна дивізія (49. Infanterie-Division).

- 19-та гренадерська дивізія (19. Grenadier-Division);
- 36-та гренадерська дивізія (36. Grenadier-Division);
- 559-та гренадерська дивізія (559. Grenadier-Division).

- 17-та танково-гренадерська дивізія СС «Гьотц фон Берліхінген» (17. SS-Panzergrenadier-Division Götz von Berlichingen);
- 48-ма піхотна дивізія (48. Infanterie-Division);
- 19-та гренадерська дивізія;
- 559-та гренадерська дивізія;
- 462-га дивізія (Division Nr. 462).

- 416-та піхотна дивізія (416. Infanterie-Division);
- 19-та фольксгренадерська дивізія (19. Volks-Grenadier-Division);
- 462-га дивізія (Division Nr. 462).

- 17-та танково-гренадерська дивізія СС «Гьотц фон Берліхінген»;
- 49-та піхотна дивізія;
- 416-та піхотна дивізія;
- 19-та фольксгренадерська дивізія;
- 462-га фольксгренадерська дивізія (462. Volks-Grenadier-Division).

- 21-ша танкова дивізія (21. Panzer-Division);
- 416-та піхотна дивізія;
- 19-та фольксгренадерська дивізія.

- 347-ма фольксгренадерська дивізія (347. Volks-Grenadier-Division);
- 416-та піхотна дивізія;
- 719-та піхотна дивізія (719. Infanterie-Division).

- 416-та піхотна дивізія.

- 11-та танкова дивізія (11. Panzer-Division);
- 416-та піхотна дивізія;
- 719-та піхотна дивізія;
- 347-ма фольксгренадерська дивізія.

- 2-га гірсько-піхотна дивізія (2. Gebirgs-Division);
- 416-та піхотна дивізія;
- 256-та фольксгренадерська дивізія (256. Volks-Grenadier-Division);
- 6-та гірська дивізія СС «Норд» (6. SS-Gebirgs-Division Nord).

- 416-та піхотна дивізія;
- 36-та фольксгренадерська дивізія (36. Volks-Grenadier-Division)